# Steiner Chilbi
Die Steiner Chilbi ist ein Schottisch im Stil der schweizerischen Ländlermusik, 1933 von Jost Ribary sen. komponiert. Die Melodie wurde damals in Steinen SZ im Schweizer Kanton Schwyz anlässlich einer Chilbi uraufgeführt. Inzwischen ist die Steiner-Chilbi zu der wohl bekanntesten Melodie der schweizerischen Ländlerszene geworden. Eine zunehmende Nachfrage konnte der Komponist und Kapellmeister vor allem bei seinen Auftritten im Restaurant Konkordia in Zürich verbuchen. Die Steiner Chilbi wird fast immer im konzertanten Innerschweizer Stil mit Sopransaxophon, Akkordeon, Klavier und Kontrabass aufgeführt.
In der Show Die grössten Schweizer Hits im Schweizer Fernsehen wurde die Steiner Chilbi 2007 zum fünft beliebtesten Titel in der Kategorie Heimat gewählt. Auch 2008 wurde sie wieder für diese Show nominiert.
Auch moderne Künstler wie DJ COOLMAX haben diese alte Melodie wieder aufgegriffen und neu produziert.